# The Pinkprint Tour
A The Pinkprint Tour foi a terceira turnê da rapper trinidiana Nicki Minaj em apoio ao seu terceiro álbum de estúdio, The Pinkprint (2014). A turnê foi oficialmente anunciada uma semana antes do lançamento do álbum, em 8 de dezembro de 2014. A turnê começou em 16 de março de 2015 em Estocolmo, Suécia e concluiu em 7 de abril de 2016 em Las Vegas, Nevada, terminando com um total de cinqüenta e seis shows Durante o período de um ano e quatro meses. A primeira etapa européia da turnê teve show de abertura de Trey Songz e Ester Dean recebeu críticas positivas de críticas, enquanto a segunda parte norte-americana foi de Meek Mill, Rae Sremmurd, Tinashe, and Dej Loaf. A The Pinkprint Tour arrecadou $22 milhões em 38 shows.

## Antecedentes
Nicki Minaj confirmou planos de uma turnê em apoio ao The Pinkprint em uma entrevista com Carson Daly na AMP Radio. Ao falar sobre a turnê, Minaj disse: "Nós estamos realmente pensando em iniciar a turnê no começo de 2015, vamos começar pela europa e, em seguida, vamos para a américa. Também na entrevista, Nicki sugeriu a um convidado especial que se juntou a ela na turnê dizendo: "Eu mal posso esperar para vocês descobrirem com quem eu estou em turnê. Eu não posso dizer [quem é], mas Eu sei que meus fãs adoram essa pessoa, só vai fazer sentido, acho que nossas bases de fãs são muito semelhantes, então eu acho que vai dar certo".
Em 8 de dezembro de 2014, três dias depois de Nicki Minaj ter recebido duas indicações para o Grammy Awards de 2015, dia de seu aniversário e uma semana antes do lançamento do The Pinkprint, a turnê foi anunciada oficialmente com dezessete datas programadas em toda a Europa na primavera do ano seguinte. O anúncio da turnê também revelou que o artista de R&B Trey Songz seria o convidado especial que se juntou a Nicki na parte européia da turnê para promover seu mais recente álbum de estúdio, "Trigga" (2014).

## Desenvolvimento
Ao falar da turnê no dia de seu anúncio, Minaj disse: "Tem sido muito tempo desde que eu vi meus barbz europeus. Eu mal posso esperar para voltar para festejar com todos vocês e com Trey Songz. E eu prometo esta será minha maior turnê!"
Os bilhetes de pré-venda e pacotes VIP para a turnê estavam disponíveis para o fã-clube de Nicki a partir de 10 de dezembro de 2014, seguido pela venda geral no dia 12 de dezembro de 2014. Depois de algumas horas de venda, o show no Zénith de Paris em Paris, França no 25 de março de 2015 foi o primeiro a esgotar, levando Nicki Minaj adicionar outra data em Paris em 26 de março de 2015 no mesmo local. Durante uma sessão de perguntas e respostas com seus fãs no Twitter, Nicki começou a revelar mais detalhes sobre a turnê, que inclui que a etapa européia da turnê será estendida, a etapa norte-americana será anunciada em março e que a turnê também vai visitar Austrália e Brasil.
Cerca de um mês antes do início da turnê, o gerente de turnê de Nicki, Devon Pickett, de 29 anos, e um homem não identificado, de 27 anos, foram esfaqueados várias vezes no lado de fora do Che Bar and Grill na madrugada de quarta-feira após uma discussão, de acordo com o Departamento de Polícia da Filadélfia. Em resposta à tragédia, Nicki expressou sua dor principalmente através de meios de comunicação social como Twitter e Instagram, mas com o passar do tempo foi revelado que Minaj considerou cancelar toda a turnê após o incidente. No entanto, Nicki Minaj declarou que cancelar a turnê não seria a coisa certa a fazer. Ela elaborou dizendo: "Não posso deixar que nada nos impeça de fazer o show porque isso seria desistir. Então vamos continuar a turnê em sua memória".
Em 16 de março de 2015, o dia de abertura da turnê, Minaj finalmente anunciou as datas da turnê norte-americana, juntamente com seus atos de abertura. A estapa norte-americana foi inicialmente anunciada com um total de dezenove datas entre julho e agosto de 2015, no entanto Nicki declarou que as datas adicionais serão adicionadas à medida que a turnê avança. Os ingressos começaram a estar disponíveis a partir de 18 de março de 2015 com a pré-venda exclusiva para os membros do fã-clube de Nicki Minaj, que foi seguida pela venda geral a partir de 20 de março de 2015. Os atos de abertura para A america do norte foram des Meek Mill e Rae Sremmurd, que estarão promovendo seus mais recentes lançamentos, e também das artistas Tinashe e Dej Loaf, que estarão promovendo seus mais recentes trabalhos.

## América do Sul
A turnê estava prevista para passar pela América do Sul em setembro de 2015. Desde 2011, Nicki Minaj prometia fazer shows no Brasil, até que, em 2013 surgiu um rumor da participação dela no festival carioca Rock in Rio. Nicki desmentiu. Dois anos depois, em março de 2015, Minaj disse que tinha uma surpresa ("uma carta na manga" como a mesma disse) para os brasileiros. No mesmo dia chegou a internet imagens da rapper e da Rihanna na line-up do festival. No vídeo mostrava Nicki Minaj como atração principal da noite de 20 de setembro e Rihanna do dia 26 de setembro. Se passaram 11 dias e Rihanna foi anunciada na programação do festival, e como no vídeo mostrava, Rihanna era headliner da penúltima noite. Muitos dizem que o Rock in Rio era o maior patrocinador da turnê dela pela América do Sul, o que ocasionou o cancelamento no resto dos países sul-americanos. Especula-se que os motivos da desistência seria a transmissão ao vivo do festival. Mais tarde ela foi substituída pelos cantores Rod Stewart e Elton John.

## Setlist
O repertório abaixo é constituído do primeiro concerto, feito em 16 de março de 2015 na Ericsson Globe, não sendo representativo de todos os shows.
1. "All Things Go"
2. "I Lied"
3. "The Crying Game"
4. "Feeling Myself"
5. "Only"
6. "Truffle Butter"
7. "Moment 4 Life"
8. "Lookin Ass"
9. "Want Some More"
10. "Did It On'em"
11. "Beez in the Trap"
12. "Flawless"
13. "Dance (Ass)"
14. "Anaconda"
15. "Pills N Potions"
16. "Marilyn Monroe"
17. "Save Me"
18. "Grand Piano"
19. "Super Bass"
20. "Whip It"
21. "Trini Dem Girls"
22. "Va Va Voom"
23. "Pound the Alarm"
24. "Turn Me On"
25. "Bang Bang"
26. "The Night Is Still Young"
27. "Starships"

- Durante o segundo "show" em Paris, França, "Meek Mill" se juntou a Minaj no palco para cantar "Dreams and Nightmares" e "Ima Boss".
- Durante o primeiro show em Londres, Inglaterra, Jessie Ware se juntou a Nicki Minaj no palco para cantar "The Crying Game".
- O show em Las Vegas, Nevada foi encurtado para 30 minutos de duração e foi concluído com uma performance de "Hey Mama", em que Minaj se juntou a David Guetta e Bebe Rexha.
- Durante o show em Austin, Texas, Meek Mill apresentou-se com Nicki no palco para cantar "Ima Boss". Nicki Minaj também cantou "Trini Dem Girls" e "Va Va Voom".
- Durante o show em Los Angeles, Rae Sremmurd subiu no palco com Nicki Minaj para apresentar "No Flex Zone" e "Throw Sum Mo".

## Datas
| Data | Cidade          | País                   | Local                            | Ato(s) de abertura                      | Audiência         | Receita    |
| Europa | Europa          | Europa                 | Europa                           | Europa                                  | Europa            | Europa     |
| --- | --------------- | ---------------------- | -------------------------------- | --------------------------------------- | ----------------- | ---------- |
| 16 de março de 2015 | Estocolmo       | Suécia                 | Ericsson Globe                   | Trey Songz Ester Dean                   | 15,987 / 15,987   | $1,894,687 |
| 17 de março de 2015 | Oslo            | Noruega                | Oslo Spektrum                    | Trey Songz Ester Dean                   | —                 | —          |
| 19 de março de 2015 | Amesterdão      | Países Baixos          | Ziggo Dome                       | Trey Songz Ester Dean                   | —                 | —          |
| 20 de março de 2015 | Frankfurt       | Alemanha               | Festhalle Frankfurt              | Trey Songz Ester Dean                   | —                 | —          |
| 22 de março de 2015 | Bruxelas        | Bélgica                | Palais 12                        | Trey Songz Ester Dean                   | —                 | —          |
| 23 de março de 2015 | Oberhausen      | Alemanha               | König-Pilsener-Arena             | Trey Songz Ester Dean                   | —                 | —          |
| 25 de março de 2015 | Paris           | França                 | Zénith de Paris                  | Trey Songz Ester Dean                   | 12,468 / 12,468   | $1,357,978 |
| 26 de março de 2015 | Paris           | França                 | Zénith de Paris                  | Trey Songz Ester Dean                   | 12,468 / 12,468   | $1,357,978 |
| 28 de março de 2015 | Londres         | Inglaterra             | Arena O2                         | Trey Songz Ester Dean                   | 17,199 / 17,702   | $1,248,320 |
| 31 de março de 2015 | Dublin          | Irlanda                | 3Arena                           | Trey Songz Ester Dean                   | —                 | —          |
| 1 de abril de 2015 | Belfast         | Irlanda do Norte       | Odyssey Arena                    | Trey Songz Ester Dean                   | —                 | —          |
| 3 de abril de 2015 | Birmingham      | Inglaterra             | Barclaycard Arena                | Trey Songz Ester Dean                   | —                 | —          |
| 4 de abril de 2015 | Manchester      | Inglaterra             | Manchester Arena                 | Trey Songz Ester Dean                   | 9,914 / 10,765    | $642,496   |
| 6 de abril de 2015 | Liverpool       | Inglaterra             | Echo Arena                       | Trey Songz Ester Dean                   | —                 | —          |
| 7 de abril de 2015 | Nottingham      | Inglaterra             | Capital FM Arena                 | Trey Songz Ester Dean                   | —                 | —          |
| 9 de abril de 2015 | Leeds           | Inglaterra             | First Direct Arena               | Trey Songz Ester Dean                   | —                 | —          |
| 10 de abril de 2015 | Newcastle       | Inglaterra             | Metro Radio Arena                | Trey Songz Ester Dean                   | —                 | —          |
| 12 de abril de 2015 | Glasgow         | Escócia                | The SSE Hydro                    | Trey Songz Ester Dean                   | 8,483 / 8,640     | $537,471   |
| América do Norte |                 |                        |                                  |                                         |                   |            |
| 30 de maio de 2015 | Las Vegas       | Estados Unidos         | Caesars Palace                   | —                                       | —                 | —          |
| 5 de junho de 2015 | Austin          | Estados Unidos         | Circuit of the Americas          | —                                       | 75,000 / 75,000   | —          |
| 26 de junho de 2015 | Los Angeles     | Estados Unidos         | Staples Center                   | —                                       | 11,998 / 14,744   | $1,088,090 |
| Europa |                 |                        |                                  |                                         |                   |            |
| 3 de julho de 2015 | Lahti           | Finlândia              | Mukkula                          | —                                       | —                 | —          |
| 4 de julho de 2015 | Roskilde        | Dinamarca              | Festival de Roskilde             | —                                       | 130,000 / 130,000 | —          |
| 5 de julho de 2015 | Londres         | Inglaterra             | Finsbury Park                    | —                                       | 50,000 / 50,000   | —          |
| 7 de julho de 2015 | Nîmes           | França                 | Arena of Nîmes                   | —                                       | 16,300 / 16,300   | —          |
| 8 de julho de 2015 | Milão           | Itália                 | Estathé Market Sound             | —                                       | —                 | —          |
| 10 de julho de 2015 | Frauenfeld      | Suíça                  | Grosse Allmend                   | —                                       | 50,000 / 50,000   | —          |
| 11 de julho de 2015 | Liège           | Bélgica                | Astrid Park                      | —                                       | —                 | —          |
| 12 de julho de 2015 | Gräfenhainichen | Alemanha               | Ferropolis                       | —                                       | —                 | —          |
| North America |                 |                        |                                  |                                         |                   |            |
| 17 de julho de 2015 | Dallas          | Estados Unidos         | Gexa Energy Pavilion             | Meek Mill Rae Sremmurd Tinashe Dej Loaf | 19,946 / 19,946   | $750,272   |
| 18 de julho de 2015 | Houston         | Estados Unidos         | Toyota Center                    | Meek Mill Rae Sremmurd Tinashe Dej Loaf | 10,018 / 11,498   | $745,687   |
| 20 de julho de 2015 | Miami           | Estados Unidos         | Klipsch Amphitheatre             | Meek Mill Rae Sremmurd Tinashe Dej Loaf | 9,100 / 9,100     | $380,436   |
| 22 de julho de 2015 | Bristow         | Estados Unidos         | Jiffy Lube Live                  | Meek Mill Rae Sremmurd Tinashe Dej Loaf | 17,834 / 22,583   | $644,021   |
| 24 de julho de 2015 | Holmdel         | Estados Unidos         | PNC Bank Arts Center             | Meek Mill Rae Sremmurd Tinashe Dej Loaf | 16,818 / 16,818   | $754,035   |
| 26 de julho de 2015 | Brooklyn        | Estados Unidos         | Barclays Center                  | Meek Mill Rae Sremmurd Tinashe Dej Loaf | 14,186 / 14,186   | $1,313,809 |
| 28 de julho de 2015 | Toronto         | Canadá                 | Molson Canadian Amphitheatre     | Meek Mill Rae Sremmurd Tinashe Dej Loaf | 15,185 / 15,185   | $735,762   |
| 29 de julho de 2015 | Montreal        | Canadá                 | Bell Centre                      | Meek Mill Rae Sremmurd Tinashe Dej Loaf | 7,214 / 8,920     | $473,681   |
| 31 de julho de 2015 | Clarkston       | Estados Unidos         | DTE Energy Music Theatre         | Meek Mill Rae Sremmurd Tinashe Dej Loaf | 15,170 / 15,170   | $615,437   |
| 2 de agosto de 2015 | Atlanta         | Estados Unidos         | Aaron's Amphitheatre at Lakewood | Meek Mill Rae Sremmurd Tinashe Dej Loaf | 18,917 / 18,917   | $784,294   |
| 4 de agosto de 2015 | Charlotte       | Estados Unidos         | PNC Music Pavilion               | Meek Mill Rae Sremmurd Tinashe Dej Loaf | 15,720 / 18,747   | $486,170   |
| 6 de agosto de 2015 | Camden          | Estados Unidos         | Susquehanna Bank Center          | Meek Mill Rae Sremmurd Tinashe Dej Loaf | 22,597 / 22,597   | $748,756   |
| 8 de agosto de 2015 | Burgettstown    | Estados Unidos         | First Niagara Pavilion           | Meek Mill Rae Sremmurd Tinashe Dej Loaf | 19,670 / 22,939   | $537,595   |
| 9 de agosto de 2015 | Tinley Park     | Estados Unidos         | Hollywood Casino Amphiteatre     | Meek Mill Rae Sremmurd Tinashe Dej Loaf | 22,700 / 28,630   | $732,677   |
| 11 de agosto de 2015 | Denver          | Estados Unidos         | Pepsi Center                     | Meek Mill Rae Sremmurd Tinashe Dej Loaf | 10,037 / 12,089   | $631,921   |
| 13 de agosto de 2015 | Chula Vista     | Estados Unidos         | Sleep Train Amphitheatre         | Meek Mill Rae Sremmurd Tinashe Dej Loaf | 14,389 / 19,406   | $471,553   |
| 14 de agosto de 2015 | Concord         | Estados Unidos         | Concord Pavilion                 | Meek Mill Rae Sremmurd Tinashe Dej Loaf | 12,501 / 12,501   | $537,950   |
| 16 de agosto de 2015 | Vancouver       | Canadá                 | Rogers Arena                     | Meek Mill Rae Sremmurd Tinashe Dej Loaf | 10,750 / 10,905   | $$592,311  |
| 18 de agosto de 2015 | Calgary         | Canadá                 | Scotiabank Saddledome            | Meek Mill Rae Sremmurd Tinashe Dej Loaf | 8,718 / 10,020    | $496,602   |
| 19 de agosto de 2015 | Edmonton        | Canadá                 | Rexall Place                     | Meek Mill Rae Sremmurd Tinashe Dej Loaf | 9,159 / 10,098    | $577,073   |
| 23 de agosto de 2015 | Wantagh         | Estados Unidos         | Nikon at Jones Beach Theater     | —                                       | 15,000 / 15,000   | —          |
| África |                 |                        |                                  |                                         |                   |            |
| 19 de dezembro de 2015                                                                                                   | Luanda          | Angola                 | Estádio dos Coqueiros            | —                                       | —                 | —          |
| América do Norte |                 |                        |                                  |                                         |                   |            |
| 28 de fevereiro de 2016                                                                                                  | Inglewood       | Estados Unidos         | The Forum                        | Meek Mill Rae Sremmurd Tinashe Dej Loaf | —                 | —          |
| África |                 |                        |                                  |                                         |                   |            |
| 17 de março de 2016 | Johannesburg    | África do Sul          | Ticketpro Dome                   | Cassper Nyovest                         | 40,000 / 40,000   | —          |
| 18 de março de 2016 | Johannesburg    | África do Sul          | Ticketpro Dome                   | Cassper Nyovest                         | 40,000 / 40,000   | —          |
| 20 de março de 2016 | Durban          | África do Sul          | Estádio Moses Mabhida            | Cassper Nyovest                         | 85,000 / 85,000   | —          |
| 22 de março de 2016 | Cidade do Cabo  | África do Sul          | Grand West Arena                 | Cassper Nyovest                         | 20,000 / 20,000   | —          |
| Asia |                 |                        |                                  |                                         |                   |            |
| 25 de março de 2016 | Dubai           | Emirados Árabes Unidos | Autism Rocks Arena               | —                                       | 25,000 / 25,000   | —          |
| América do Norte |                 |                        |                                  |                                         |                   |            |
| 7 de abril de 2016{{O show em 7 de abril de 2016 em Las Vegas, Nevada é um dos concertos de inauguração da nova arena.}} | Las Vegas       | Estados Unidos         | T-Mobile Arena                   | Ariana Grande                           | 20,000 / 20,000   | —          |
| Total | Total           | Total                  | Total                            | Total                                   | —                 | —          |

## Cancelado
| Data                   | Cidade         | País   | Local          | Motivo |
| ---------------------- | -------------- | ------ | -------------- | --- |
| 20 de Setembro de 2015 | Rio de Janeiro | Brasil | Cidade do Rock | Em março de 2015, Nicki Minaj, Rihanna, Royal Blood e Mötley Crüe fecharam contrato com Rock in Rio. Horas antes do anúncio oficial de Nicki e Rihanna completando o time de headliners a produção do festival foi surpreendida com o cancelamento da rapper. Minaj seria atração principal do último dia do primeiro final de semana do festival, antes dela a britânica Jessie J subiria ao palco principal. Logo após o cancelamento, a organização substituiu ela pelos cantores Rod Stewart e Elton John. Os empresários da rapper optaram por cancelar a apresentação no megafestival devido problemas no contrato envolvendo à transmissão do show, com isso, toda a etapa sul-americana foi cancelada, uma vez que, o Rock in Rio era o maior patrocinador da turnê. |